# Eudahlica
Eudahlica is een geslacht van vlinders van de familie van de zakjesdragers (Psychidae). De wetenschappelijke naam van dit geslacht is voor het eerst voorgesteld door Victor Pavlovich Solyanikov in een publicatie uit 2003. 
Dit geslacht is monotypisch, dat wil zeggen dat het maar één soort heeft namelijk Eudahlica dzhabaglella Solyanikov, 2003, die in Kazachstan voorkomt.